# Braunia obtusicuspis
Braunia obtusicuspis är en bladmossart som beskrevs av Brotherus 1923. Braunia obtusicuspis ingår i släktet Braunia och familjen Hedwigiaceae. Inga underarter finns listade i Catalogue of Life.